# Claude Rains
Claude Rains (født 10. november 1889, død 30. maj 1967) var en engelsk teater- og filmskuespiller, hvis karriere strakte sig over 47 år; han fik senere amerikansk statsborgerskab. Han blev kendt for sine mange roller i Hollywood-film, blandt andre titelrollen i Den usynlige mand (1933), en korrupt senator i Mr. Smith kommer til Washington (1939) og, måske hans mest berømte optræden, kaptajn Renault i Casablanca (1942).